# علم الأخرويات المحققة
علم الأخرويَّات المحققة أو علم الآخرات المحققة هو نظرية مسيحية للآخرة شاعها جات روبنسون، ويواكيم جيريمياس، وإثيلبرت ستوفر (1902-1979)، وسي إتش دود (1884-1973)، تنص على أن الفقرات التي تدل على الآخرة في العهد الجديد لا تشير إلى المستقبل، ولكن بدلاً من ذلك تشير إلى خدمة يسوع وإرثه الدائم، أو بمعنى آخر تُشير إلى «الدينونة الحاضرة»، أي أن كل الإشارت التي تشير للآخرة تتحقق الآن أو تحققت بالفعل. وبالتالي، فإن الإيمان بالآخرة ليس إيمانًا بنهاية الزمان بل ولادة جديدة له أسسها يسوع وتابعها تلاميذه، وهي ظاهرة تاريخية (وليست عابرة للتاريخ). أولئك الذين يتبنون هذا الرأي يرفضون عمومًا نظريات نهاية الزمان، معتقدين أنها غير ذات صلة؛ بل يعتقدون أن ما قاله يسوع وفعله، وطلب من تلاميذه أن يفعلوه له أهمية أكبر من أي توقعات بـ «المشيح».
يؤكد والفوورد أن هذه النظرة جذابة للمسيحيين الليبراليين الذين يفضلون التأكيد على حب الله وصلاحه بينما يرفضون فكرة الدينونة. حيث يجب أن تتركز النظرة للآخرة حول الانخراط في عملية التحول، بدلاً من انتظار قوى خارجية وغير معروفة لإحداث الدمار. يتناقض علم الأخرويات المتحققة مع علم الأمور الأخيرة. وقد جُمعَ بين المفهومين في مصطلح "Inaugurated eschatology [الإنجليزية]".